# بحيرة تشرين
بحيرة تشرين وتسمى أيضا بحيرة سد تشرين وهي بحيرة اصطناعية تشكلت خلف سد تشرين الذي يمتد على طول900 متر ويبلغ عرض قاعدته 290 متر وارتفاعه 40 متر وتبلغ سعته 1.9 مليار م3 من الماء ومساحة بحيرته 155 كيلو متر مربع. وقد بلغت تكلفة المشروع أكثر من 22 مليار ليرة سورية.

## تلوث البحيرة
مياه البحيرة مطابقة للمواصفة القياسية السورية لأغراض الري ولكنها ليست مطابقة لمواصفات مياه الشرب إضافة إلى النفايات الصلبة الموجودة على ضفاف البحيرة فإن مياه الصرف الصحي غير المعالج لبلدات منبج وجرابلس وقرى الشيوخ فوقاني وتحتاني والقيراطة والقرى الواقعة على ضفاف البحيرة كلها تصب في البحيرة.